# Campeonato Paulista de Futebol Sub-17 de 2015
O Campeonato Paulista de Futebol Sub-17 de 2015 foi uma edição desta competição amadora organizada pela Federação Paulista de Futebol (FPF).
Disputada por 63 agremiações, a competição começou no dia 11 de abril e foi finalizada em 28 de novembro. O campeonato foi dividido em seis fases distintas, mesclando sistemas de pontos corridos e jogos eliminatórios. A decisão, por sua vez, foi protagonizada pelo clássico San-São. O São Paulo alcançou a decisão com uma campanha superior do que seu adversário e, consequentemente, adquiriu o direito de disputar o último jogo na condição de mandante e a vantagem de igualar o placar agregado. Os rivais protagonizaram dois empates, o que resultou no título do São Paulo.

## Participantes e regulamento
Originalmente, esta edição foi disputada por 63 equipes. No entanto, o campeonato sofreu as baixas de Linense e Monte Azul, que desistiram. A entidade organizadora adotou critérios de regionalização para a composição dos grupos. Os participantes desta edição foram:
| Grupo 1 - Clube Atlético Assisense - Bandeirante Esporte Clube - Grêmio Desportivo Prudente - Clube Atlético Linense - Marília Atlético Clube - Osvaldo Cruz Futebol Clube - Clube Atlético Penapolense - Vila Operária Clube Esporte Mariano Grupo 2 - América Futebol Clube - Barretos Esporte Clube - Comercial Futebol Clube - Mirassol Futebol Clube - Atlético Monte Azul - Grêmio Novorizontino - Olé Brasil Futebol Clube - Tanabi Esporte Clube Grupo 3 - Botafogo Futebol Clube - Associação Ferroviária de Esportes - Associação Atlética Internacional (Inter de Limeira) - Clube Atlético Lemense - Sociedade Esportiva Palmeirinha - São Carlos Futebol Clube - Associação Esportiva Velo Clube Rioclarense Grupo 4 - Desportivo Brasil - Guarani Futebol Clube - Independente Futebol Clube - Ituano Futebol Clube - Esporte Clube Primavera - Rio Branco Esporte Clube - União Agrícola Barbarense Futebol Clube - Esporte Clube XV de Novembro (XV de Piracicaba) | Grupo 5 - Clube Atlético Sorocaba - Grêmio Osasco Audax - Clube Atlético Juventus - Nacional Atlético Clube - Associação Portuguesa de Desportos - Associação Desportiva São Caetano - São Paulo Futebol Clube - Clube Atlético Taboão da Serra Grupo 6 - Amparo Athlético Club - Sport Club Atibaia - Associação Atlética Flamengo [de Guarulhos] - Sociedade Esportiva Itapirense - Sociedade Esportiva Palmeiras - Paulista Futebol Clube - Associação Atlética Ponte Preta - Red Bull Brasil Grupo 7 - Sport Club Corinthians Paulista - Esporte Clube União Suzano - Guaratinguetá Futebol Ltda. - Associação Desportiva Guarulhos - São José Esporte Clube - São José dos Campos Futebol Clube - Esporte Clube Taubaté - União Suzano Atlético Clube Grupo 8 - Esporte Clube Água Santa - Clube Atlético Diadema - Esporte Clube São Bernardo - Jabaquara Atlético Clube - Esporte Clube Santo André - Santos Futebol Clube - São Bernardo Futebol Clube - Associação Atlética Portuguesa |

O regulamento, por sua vez, dividiu as agremiações em oito grupos regionalizados — incialmente planejado com 63 participantes — enfrentando os adversários da própria chave em turno e returno. As fases seguintes continuaram com o sistema de pontos, com os participantes divididos em grupos com quatro integrantes cada. Em ambas, os dois melhores colocados das chaves classificaram. Após a terceira fase, o sistema mudou para jogos eliminatórios de ida e volta. Os detentores das melhores campanhas gerais adquiriam a vantagem do mando de campo e do empate no placar agregado.

## Resumo
O campeonato iniciou em 11 de abril. Na fase inicial, os participantes foram divididos em oito grupos (sete com oito integrantes e um com sete), disputando confrontos de turno e returno. O término desta fase ocorreu em 6 de julho. As trinta e duas equipes classificadas foram divididas em oito grupos com quatro integrantes na segunda fase, que decorreu de 1 de agosto a 5 de setembro. Os classificados foram: Grêmio Prudente e Audax (grupo 9), Mirassol e Ponte Preta (grupo 10), Botafogo e São Caetano (grupo 11), Palmeiras e São Bernardo (grupo 12), São Paulo e Penapolense (grupo 13), Red Bull Brasil e Guarani (grupo 14), Corinthians e Inter de Limeira (grupo 15) e, por fim, Santos e Novorizontino (grupo 16). A terceira fase foi iniciada uma semana depois do término da anterior — mais especificamente no dia 12 de setembro — mantendo-se o mesmo formato, mas com um número menor de grupos.
Mais tarde, o campeonato deixou o sistema de pontos para o eliminatório. As primeiras partidas das quartas de final foram realizadas no dia 24 de outubro. Na ocasião, Botafogo e Palmeiras foram os dois únicos vitoriosos, superando Grêmio Prudente e São Paulo, respectivamente. Por outro lado, o Red Bull Brasil empatava com o Santos até que os jogadores se envolveram numa briga generalizada. O árbitro Clodoaldo Chaves expulsou quatro jogadores da equipe da baixada santista; as exclusões se somaram com a lesão de Alexandre, resultando no término antecipado da partida e a vitória do Red Bull Brasil por W.O. Por fim, Audax empatou com o Corinthians. Este último, por sua vez, triunfou na partida volta e se classificou. Já o Botafogo foi o único que confirmou sua vantagem conquistada. Em contrapartida, Santos e São Paulo reverteram a desvantagem. Nas semifinais, Corinthians e Santos protagonizaram dois jogos pelo clássico "Alvinegro". O Santos eliminou o rival após uma vitória e um empate. Do outro lado da chave, o São Paulo venceu as duas partidas contra o Botafogo.
O primeiro jogo da decisão foi realizado em 21 de novembro, no estádio Urbano Caldeira, em Santos. Na ocasião, o São Paulo abriu uma vantagem no placar de 2–0. No entanto, o Santos reagiu e empatou a partida. No segundo e decisivo embate, o Santos converteu um pênalti e abriu o placar já no término da partida; contudo, o São Paulo empatou nos acréscimos e ficou com o título — o clube paulistano alcançou a decisão com uma campanha superior do que seu adversário e, consequentemente, adquiriu o direito de disputar o último jogo na condição de mandante e a vantagem de igualar o placar agregado.

## Resultados

### Primeira fase

#### Grupo 1
- 1. ^ Assisense perdeu um ponto.
- 2. ^ Penapolense perdeu dois pontos.
- 3. ^ Linense desistiu de disputar o Campeonato.

#### Grupo 2
- 1. ^ Comercial perdeu quatro pontos.
- 2. ^ América perdeu dois pontos.
- 3. ^ Monte Azul desistiu de disputar o Campeonato após o início. Os demais jogos foram cancelados e aplicados W.O.

#### Grupo 3
- 1. ^ Lemense perdeu um ponto.

#### Grupo 4
- 1. ^ Ituano perdeu três pontos.

#### Grupo 6
- 1. ^ Itapirense perdeu um ponto.

### Segunda fase

#### Grupo 10
- O jogo entre Ponte Preta e Diadema foi suspenso e logo depois cancelado por não interferir matematicamente na classificação.

#### Grupo 14
- 1. ^ Tanabi perdeu três pontos.

#### Grupo 15
- 1. ^ Osvaldo Cruz perdeu um ponto.

#### Grupo 16
- 1. ^ Primavera perdeu dois pontos.

### Fase final
|  | Quartas de final              | Quartas de final              | Quartas de final              | Quartas de final              |   |             | Semifinais         | Semifinais         | Semifinais         | Semifinais         |  |                | Final               | Final               | Final               | Final               |  |  |
|  | 24 de outubro a 1 de novembro | 24 de outubro a 1 de novembro | 24 de outubro a 1 de novembro | 24 de outubro a 1 de novembro |   |             | 7 a 14 de novembro | 7 a 14 de novembro | 7 a 14 de novembro | 7 a 14 de novembro |  |                | 21 e 28 de novembro | 21 e 28 de novembro | 21 e 28 de novembro | 21 e 28 de novembro |  |  |
|  |                               |                               |                               |                               |   |             |                    |                    |                    |                    |  |                |                     |                     |                     |                     |  |  |
|  | Botafogo-SP                   | 1                             | 1                             | 2                             |   |             |                    |                    |                    |                    |  |                |                     |                     |                     |                     |  |  |
|  | Grêmio Prudente               | 0                             | 0                             | 0                             |   |             |                    |                    |                    |                    |  |                |                     |                     |                     |                     |  |  |
|  | Grêmio Prudente               | 0                             | 0                             | 0                             |   | Botafogo-SP | 0                  | 0                  | 0                  |                    |  |                |                     |                     |                     |                     |  |  |
|  |                               |                               |                               |                               |   | Botafogo-SP | 0                  | 0                  | 0                  |                    |  |                |                     |                     |                     |                     |  |  |
|  |                               | São Paulo                     | 4                             | 1                             | 5 |             |                    |                    |                    |                    |  |                |                     |                     |                     |                     |  |  |
|  | Palmeiras                     | São Paulo                     | 4                             | 1                             | 5 | 2           | 0                  | 2                  |                    |                    |  |                |                     |                     |                     |                     |  |  |
|  | Palmeiras                     |                               |                               |                               |   | 2           | 0                  | 2                  |                    |                    |  |                |                     |                     |                     |                     |  |  |
|  | São Paulo                     | 0                             | 3                             | 3                             |   |             |                    |                    |                    |                    |  |                |                     |                     |                     |                     |  |  |
|  | São Paulo                     | 0                             | 3                             | 3                             |   |             |                    |                    |                    |                    |  | São Paulo (mc) | 2                   | 1                   | 3                   |                     |  |  |
|  |                               |                               |                               |                               |   |             |                    |                    |                    |                    |  | São Paulo (mc) | 2                   | 1                   | 3                   |                     |  |  |
|  |                               | Santos                        | 2                             | 1                             | 3 |             |                    |                    |                    |                    |  |                |                     |                     |                     |                     |  |  |
|  | Red Bull Brasil               | Santos                        | 2                             | 1                             | 3 | 3           | 0                  | 3                  |                    |                    |  |                |                     |                     |                     |                     |  |  |
|  | Red Bull Brasil               |                               |                               |                               |   | 3           | 0                  | 3                  |                    |                    |  |                |                     |                     |                     |                     |  |  |
|  | Santos (mc)                   | 0                             | 3                             | 3                             |   |             |                    |                    |                    |                    |  |                |                     |                     |                     |                     |  |  |
|  | Santos (mc)                   | 0                             | 3                             | 3                             |   | Santos      | 2                  | 2                  | 4                  |                    |  |                |                     |                     |                     |                     |  |  |
|  |                               |                               |                               |                               |   | Santos      | 2                  | 2                  | 4                  |                    |  |                |                     |                     |                     |                     |  |  |
|  |                               | Corinthians                   | 2                             | 1                             | 3 |             |                    |                    |                    |                    |  |                |                     |                     |                     |                     |  |  |
|  | Audax                         | Corinthians                   | 2                             | 1                             | 3 | 2           | 1                  | 3                  |                    |                    |  |                |                     |                     |                     |                     |  |  |
|  | Audax                         |                               |                               |                               |   | 2           | 1                  | 3                  |                    |                    |  |                |                     |                     |                     |                     |  |  |
|  | Corinthians                   | 2                             | 2                             | 4                             |   |             |                    |                    |                    |                    |  |                |                     |                     |                     |                     |  |  |

- Em itálico, os times que possuem o mando de campo no primeiro jogo do confronto; em negrito, os times classificados.

### Final
| 21 de novembro | Santos                       | 2 – 2  | São Paulo                               | Estádio Urbano Caldeira, Santos |
| 10:45 (UTC−2)  | Alexandre 35' · Fernando 57' | Súmula | Pedro Oliveira 12' · Paulo Henrique 33' | Árbitro: Roberto Pinelli        |

| Santos | São Paulo |

| G           | 1  | Renan Pastre       |         |     |
| LD          | 4  | Ynaiã              |         |     |
| Z           | 2  | João Fernando      |         |     |
| Z           | 6  | Fernando           |         |     |
| LE          | 3  | Rhuan              |         |     |
| V           | 5  | Guilherme Nunes    |         |     |
| V           | 8  | Daniel             |         | 65' |
| M           | 10 | Giovane            |         | 81' |
| M           | 11 | Bruno Soares       |         |     |
| A           | 7  | Alexandre          |         | 65' |
| A           | 9  | André              | 10' 26' |     |
| Suplentes:  |    |                    |         |     |
| G           | 12 | Gabriel Donizetti  |         |     |
| V           | 15 | Wellyngton         |         |     |
| M           | 14 | José Cleberton     |         | 81' |
| A           | 13 | Guilherme Ruggieri |         |     |
| A           | 16 | Tailson            |         | 65' |
| A           | 17 | Nicolas Reis       |         | 65' |
| A           | 18 | Vinícius           |         |     |
| Treinador:  |    |                    |         |     |
| Aarão Alves |    |                    |         |     |

| G               | 1  | Dênis             |        |     |
| LD              | 2  | Matheus Viveiros  |        | 70' |
| Z               | 3  | Igor Carvalho     | 79'    |     |
| Z               | 4  | Éder Militão      |        |     |
| LE              | 6  | Bruno Dip         |        |     |
| V               | 5  | Luiz Gustavo      |        |     |
| V               | 7  | Liziero           | 9' 26' |     |
| M               | 8  | Matheus Frizzo    |        | 65' |
| M               | 11 | Pedro Oliveira    |        |     |
| A               | 9  | Paulo Henrique    | 44'    |     |
| A               | 10 | Guilherme Bissoli |        | 50' |
| Suplentes:      |    |                   |        |     |
| G               | 12 | Lucas Gomes       |        |     |
| LD              | 14 | Caio              | 77'    | 70' |
| Z               | 13 | Rodrigo           |        |     |
| Z               | 15 | Eduardo           |        | 65' |
| M               | 16 | Augusto Galvan    |        | 50' |
| A               | 17 | João Alberto      |        |     |
| A               | 18 | Danilo Gomes      |        |     |
| Treinador:      |    |                   |        |     |
| Orlando Ribeiro |    |                   |        |     |

| Árbitros assistentes Luis Felipe Prado Silva Patrick André Bardauil Quarto Árbitro Carlos Eduardo Gomes | Regras da partida - 80 minutos de tempo regulamentar - Em caso de igualdade, a melhor campanha se qualifica - Máximo de 3 substituições |

| 28 de novembro | São Paulo          | 1 – 1  | Santos                 | Marcelo Portugal Gouvêa, Cotia     |
| 10:45 (UTC−2)  | João Alberto 80+1' | Súmula | Bruno Soares 77' (pen) | Árbitro: Rodrigo Pires de Oliveira |

| São Paulo | Santos |

| G               | 1  | Dênis              | 76'       |     |
| LD              | 2  | Matheus Viveiros   |           |     |
| Z               | 3  | Igor Carvalho      | 78'       |     |
| Z               | 4  | Éder Militão       |           |     |
| LE              | 6  | Bruno Dip          |           |     |
| V               | 5  | Luiz Gustavo       |           |     |
| V               | 7  | Eduardo            |           | 46' |
| M               | 8  | Matheus Frizzo     |           | 78' |
| M               | 11 | Pedro Oliveira     |           | 66' |
| A               | 9  | Paulo Henrique     | 80+1'     |     |
| A               | 10 | Guilherme Bissoli  |           |     |
| Suplentes:      |    |                    |           |     |
| G               | 12 | Carlos Vinícius    |           |     |
| LD              | 14 | Caio               |           |     |
| Z               | 13 | Rodrigo            | 48' 80+2' | 46' |
| Z               | 15 | Augusto Galvan     | 80+3'     | 66' |
| M               | 17 | William de Camargo |           |     |
| A               | 16 | Danilo Gomes       |           |     |
| A               | 18 | João Alberto       | 80+1'     | 78' |
| Treinador:      |    |                    |           |     |
| Orlando Ribeiro |    |                    |           |     |

| G           | 1  | Renan Pastre      |       |     |
| LD          | 4  | Ynaiã             |       |     |
| Z           | 3  | José Cleberton    | 70'   |     |
| Z           | 2  | Fernando          | 50'   |     |
| LE          | 6  | Matheus Guedes    | 80+4' |     |
| V           | 5  | Guilherme Nunes   |       |     |
| V           | 8  | Daniel            |       | 59' |
| M           | 10 | Giovane           |       | 59' |
| M           | 9  | Bruno Soares      | 48'   |     |
| A           | 7  | Alexandre         |       |     |
| A           | 11 | Marquinhos        |       | 32' |
| Suplentes:  |    |                   |       |     |
| G           | 12 | Gabriel Donizetti |       |     |
| Z           | 13 | João Fernando     |       |     |
| V           | 15 | Wellyngton        |       |     |
| M           | 14 | Carlos Felipe     |       |     |
| A           | 16 | Tailson           |       | 59' |
| A           | 17 | Nicolas Reis      |       | 32' |
| A           | 18 | Vinícius          |       | 59' |
| Treinador:  |    |                   |       |     |
| Aarão Alves |    |                   |       |     |

| Árbitros assistentes Leonardo Tadeu Pedro Enderson Emanoel Turbiani da Silva Quarto Árbitro Alex Leite Palmira | Regras da partida - 80 minutos de tempo regulamentar - Em caso de igualdade, a melhor campanha se qualifica - Máximo de 3 substituições |